# Jan Bouman (architect)

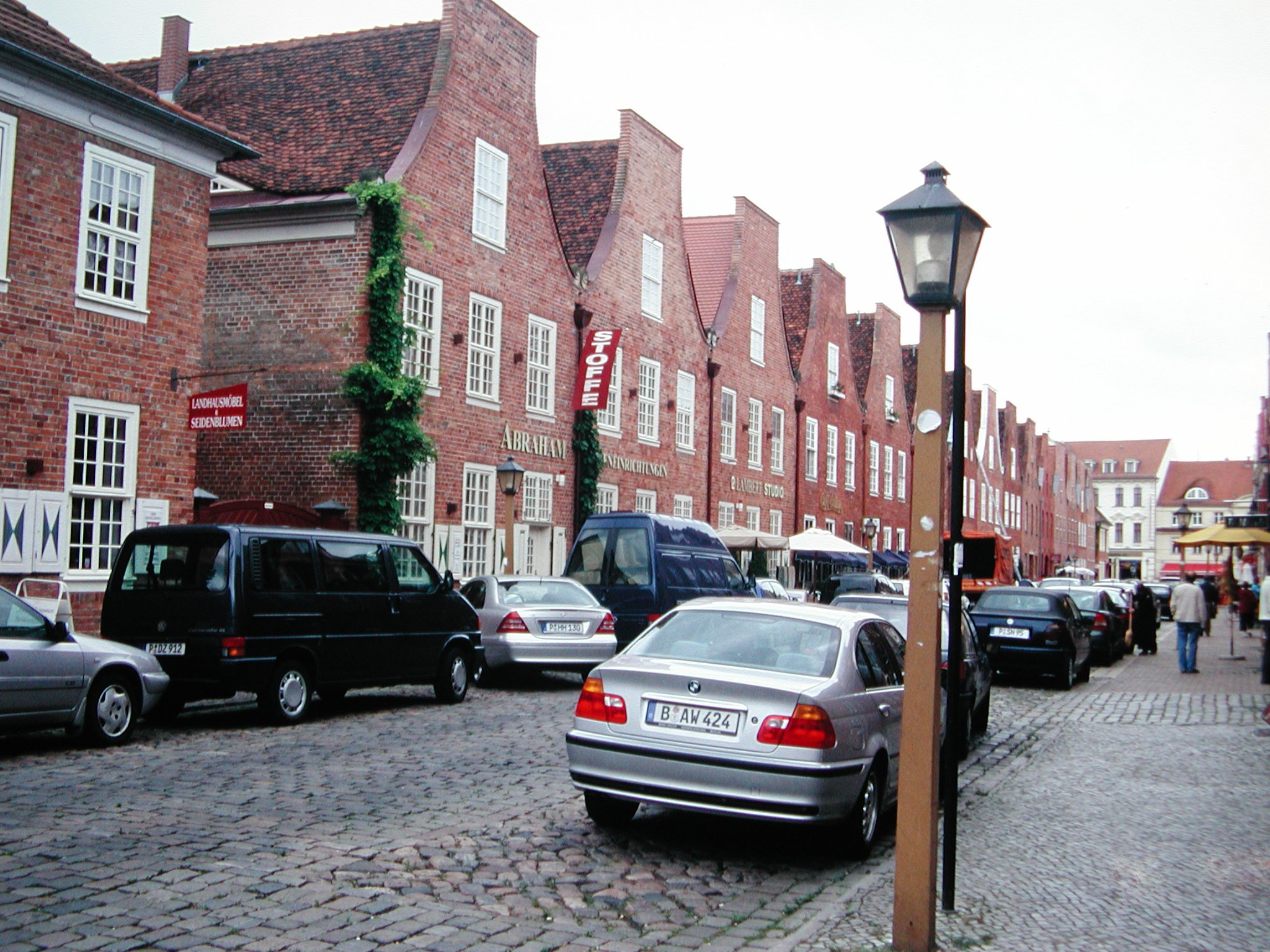
De Hollandse wijk (Holländisches Viertel) in Potsdam

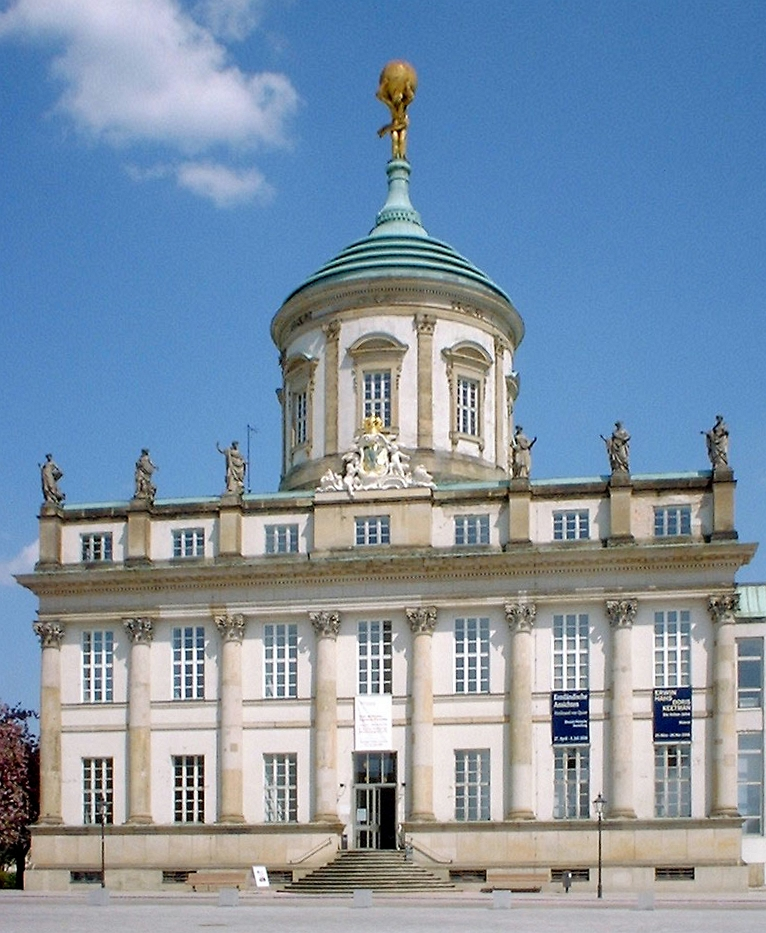
Het oude raadhuis in Potsdam

Jan Bouman (Amsterdam, 28 augustus 1706 – Berlijn, 6 september 1776) was de architect en aannemer van de Hollandse wijk in Potsdam. Bouman maakte naam vanwege de aanleg van kanalen en pleinen; de Berlijnse Poort en het raadhuis (1755) in Potsdam, dat enigszins is afgekeken van het stadhuis in Amsterdam.

## Biografie
Bouman was het vijfde kind van de Amsterdamse timmerman Michiel Bouman. Zijn grootvader, een tafelkleedwerker, was afkomstig uit Wilster, ten noordwesten van Hamburg. De kinderen werden Luthers gedoopt, maar in 1714 allemaal ingeschreven bij de doopsgezinde gemeente aan het Singel. Bouman groeide op aan de Egelantiersgracht, schuin tegenover het Sint Andrieshofje en kreeg naar alle waarschijnlijkheid een opleiding in de timmerwerkplaats bij zijn vader. Eind 1732 werd hij door Frederik Willem I van Pruisen betrokken bij de bouw Hollandse wijk in Potsdam.

### Potsdam
Misschien dat de gezant van de koning in Amsterdam het contact had gelegd. In ieder geval, onder leiding van Jan Bouman werden in de periode 1737-1742 honderdvierendertig bakstenen huizen gebouwd. Het ligt voor de hand dat de huizen in de Jordaan hem als voorbeeld hebben gediend. Bouman werd vergezeld door zijn broer Dirk, eveneens timmerman.
Bouman bewoonde als conciërge het Stadspaleis in het centrum van Potsdam. Het Stadspaleis werd gebruikt als de koning naar Potsdam kwam om te jagen of om met zijn koninklijke garde te paraderen. In 1740 werd de koning Frederik opgevolgd door zijn zoon Frederik de Grote. Bouman kreeg in 1745 de leiding bij de bouw van het paleis Sanssouci, een ontwerp van Frederik de Grote en Knobelsdorff. Hij viel in ongenade bij de aanleg van de fonteinen. Hij bouwde in 1752 echter de Berlijnse Poort en het jaar daarop het raadhuis van Potsdam.

### Berlijn

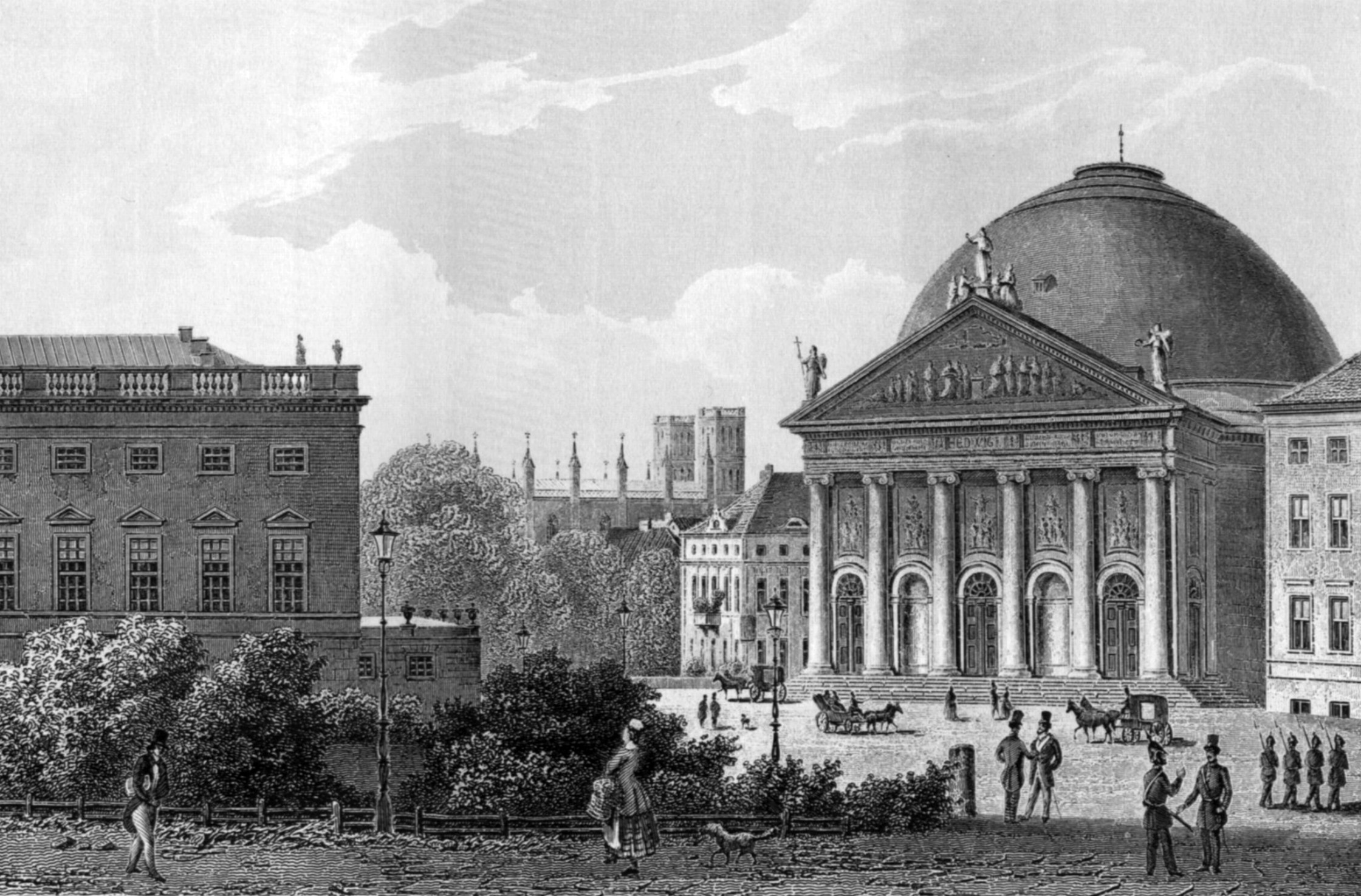
De Sint-Hedwigskathedraal in Berlijn

In 1755 verhuisde hij naar Berlijn. Daar werd hij ingeschakeld bij de bouw van de Dom, de Pruisische Academie van Wetenschappen, het paleis voor prins Hendrik van Pruisen, tegenwoordig de Humboldt-Universiteit, slot Schönhausen voor Elisabeth Christine van Brunswijk-Bevern, de echtgenote van Frederik de Grote en de Sint-Hedwigskathedraal.
Bouman had zes kinderen uit zijn eerste huwelijk met Anna Johanna van Lohuijsen. Zijn zonen Michael Philipp Boumann en Georg Friedrich von Boumann werden beide beroemde architecten, onder andere van het Marmerpaleis in Potsdam en slot Bellevue in Berlijn, de ambtswoning van de bondspresident. Nadat in 1769 zijn vrouw gestorven was, hertrouwde hij in 1772 met de weduwe Maria Louisa Elisabeth Donner, eveneens afkomstig uit Amsterdam. De bouwdirecteur had inmiddels een aardige schilderijencollectie in zijn huis aan de Gendarmenmarkt. Johann Boumann ligt begraven in de Parochialkirche, tussen Alexanderplatz en de Jannowitzer Brücke.
Vermoedelijk is Jan Bouman de schenker van een aanzienlijk bedrag aan de Evangelisch-Lutherse gemeente in Amsterdam. Het geld werd besteed aan de bouw van een kerkorgel, dat werd geplaatst in de Hersteld Evangelisch-Lutherse kerk aan de Kloveniersburgwal (nu het Compagnietheater). Het kerkorgel is na Tweede Wereldoorlog verplaatst naar de zwaar gehavende Eusebiuskerk in Arnhem.
Naar aanleiding van zijn driehonderdste geboortedag werd op 25 augustus 2006 in het Jan Bouman Haus, in de Hollandse wijk in Potsdam, een tentoonstelling geopend.